# Delikatesy (Katowice)
Delikatesy – budynek mieszkalno-usługowy, położony przy alei W. Korfantego 5 i ulicy Piastowskiej 2 w Katowicach, w dzielnicy Śródmieście. Składa się on z dwóch połączonych ze sobą części: parterowego pawilonu handlowego oraz wysokościowca mieszkalnego. Budynek ten powstał w latach 1960–1962, a zaprojektował go Marian Skałkowski.

## Historia

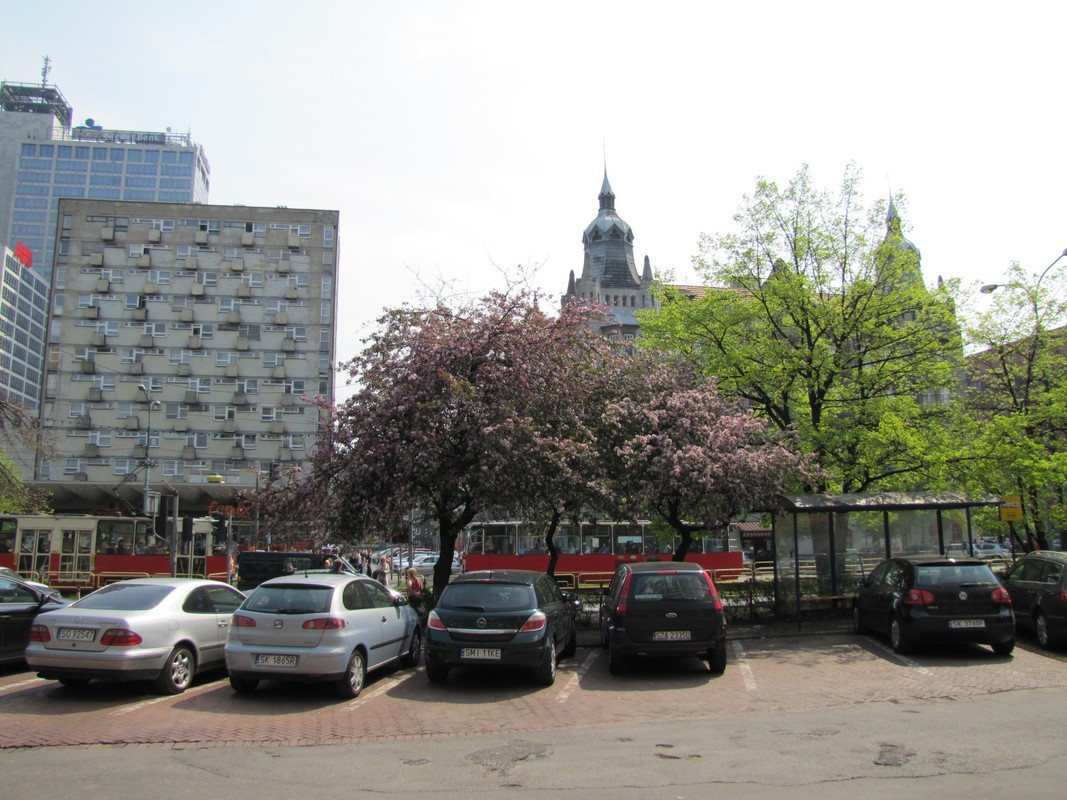
Budynek „Delikatesów” w 2011 roku

Budowa gmachu „Delikatesów” była częścią przebudowy katowickiego Śródmieścia we fragmencie położonym na północ od torów kolejowych, trwająca w latach 60. i 70. XX wieku wzdłuż współczesnej alei W. Korfantego (wówczas ulicy Armii Czerwonej). Sam zaś budynek „Delikatesów” powstał bezpośrednio w miejscu, gdzie w latach 40. i 50. XX wieku organizowano objazdowe cyrki, a pod budowę „Delikatesów” i sąsiedniego hotelu Katowice wyburzono historyczną zabudowę folwarku w rejonie zamku Tiele-Wincklerów. 
Projekt budynku powstał w latach 1959–1960. Gmach ten zaprojektował Marian Skałkowski, zaś konstrukcję budynku opracowali Franciszek Klimek i Jaromir Bohoniuk. Budynek został wzniesiony w latach 1960–1962. 
Pierwotnie gmach ten nazywał się „Domem Artystów” lub „Domem Aktora”, gdyż zamieszkali w nim aktorzy pobliskiego Teatru Śląskiego im. Stanisława Wyspiańskiego. 
Na parterze gmachu powstała samoobsługowa sala „Delikatesów”, która była pierwszą tego typu na terenie województwa katowickiego. Sklep ten na ówczesne standardy był bardzo nowoczesny. Posiadał on liczne stanowiska: garmażeryjne, produkcji lodów, mielenia kawy oraz bar kawowy.  
W 1962 roku zespół projektowy „Delikatesów” otrzymał nagrodę Komitetu Budownictwa, Urbanistyki i Architektury. W tym samym roku w kilkunastu mieszkaniach urządzono wystawę nowoczesnego urządzania wnętrz oraz najnowszych mebli krajowych. Wystawa ta cieszyła się dużą popularnością. 
We wrześniu 2012 roku rozpoczął się remont „Delikatesów”, polegający na termomodernizacji budynku w połączeniu z odświeżeniem elewacji. Prace zostały zakończone w listopadzie tego samego roku.

## Charakterystyka
„Delikatesy” to budynek mieszkalno-usługowy, położony przy alei W. Korfantego 5 (pawilon) i ulicy Piastowskiej 2 (wieżowiec mieszkalny) w Katowicach, w granicach dzielnicy Śródmieście. 
Wysokościowiec mieszkalny i część sklepowa oddzielona jest od siebie dylatacją, zaś odsunięcie części mieszkalnej wieżowca wynikało m.in. z ukształtowania terenu, zamiaru odsunięcia budynku od ruchliwej ulicy oraz dążeniu do niezależności części handlowej tak, by można było ograniczyć liczbę słupów oraz poprawić warunki sprzedaży.
Wieżowiec mieszkalny posiadający łącznie 11 kondygnacji nadziemnych i jedną podziemną jest wybudowany w konstrukcji szkieletowej. Charakteryzuje się on prócz nadwieszenia nad niższą częścią także kolorystyką, pierwotnie utrzymywaną w paskowo-niebieskiej tonacji – za pomocą kremowych kolorów podkreślano płyty balkonowe, górny pas fasady oraz boczne ściany, a do wykończenia elewacji zastosowano eksperymentalne malowanie farbami emulsyjnymi. Układ okien wyróżnia się tym, że balkonowe portfenetry połączono z właściwymi oknami oraz wąskimi otworami celem uzyskania dodatkowego oświetlenia, zaś co drugą kondygnację zastosowano lustrzane odbicia kompozycji okien i balkonów. 
Wewnątrz gmachu „Delikatesów” zaprojektowano 87 małych, dwu- i trzypokojowych mieszkań. Mieszkania te powstały zaś z przeznaczeniem dla osób samotnych i dla bezdzietnych par. Powstało także piętro techniczne, a zbiorcze kanały wentylacyjne i gazowe umieszczono w ścianach budynku.
Parterowa hala o powierzchni około 740 m² została zaprojekowana na 200 klientów. Charakterystycznym elementem hali jest ekspresyjna forma zadaszenia nad wejściem do wielkiej sali samoobsługowej „Delikatesów”. Konstrukcję zaprojektowano w taki sposób, by ciężar przykrycia spoczywał tylko na ośmiu słupach, z czego cztery z nich ukryto w ścianach. Do środka od frontu zaprojektowano trzy przeszklone wejścia.
Według stanu z września 2022 roku, w pawilonie przy ulicy W. Korfantego 5 działały m.in.: sklep „Społem” Katowice, restauracja Sphinx i placówka banku Santander Bank Polska.